# Capnofrasera dendryphioides
Capnofrasera dendryphioides är en svampart som beskrevs av S. Hughes 2003. Capnofrasera dendryphioides ingår i släktet Capnofrasera och familjen Antennulariellaceae.   Inga underarter finns listade i Catalogue of Life.